# Xenops tenuirostris
El picolezna picofino  (Xenops tenuirostris), también denominado pico lezna menor (en Venezuela), pico-lezna de pico fino (en Perú) o xenops picofino (en Colombia y Ecuador), es una especie de ave paseriforme de la familia Furnariidae. Es nativo de la cuenca amazónica y del escudo guayanés en Sudamérica.

## Distribución y hábitat
Se distribuye desde el sureste de Colombia hacia el este por el sur y este de Venezuela, Guyana, Surinam y Guayana francesa, hacia el sur por el este de Ecuador, este de Perú, Amazonia brasileña (al sur del río Amazonas) hasta el norte de Bolivia.
Esta especie es considerada rara y local (tal vez sea apenas ignorado) en sus hábitats naturales, el dosel y los bordes de selvas tropicales estacionalmente inundables, los bosques galería y los pantanos. Principalmente por debajo de los 600 m de altitud.

## Descripción
El picolezna picofino mide 10 cm de longitud y pesa entre 9 y 10 g. Su cabeza es de color marrón oscuro con listas superciliares y malares blanquecinas. Las partes superiores de su cuerpo son pardo rojizas y sus partes inferiores son de color pardo oliváceo salpicado con múltiples vetas blanquecinas. Su aspecto es muy similar al picolezna rojizo aunque de tamaño ligeramente menor y su pico es más estrecho, puntiagudo y menos curvado. Además las alas del picolezna picofino son de un color rojizo más intenso y en la cola presentan dos listas longitudinales más oscuras y marcadas. Las hembras y los machos tienen un aspecto similar.

## Sistemática

### Descripción original
La especie X. tenuirostris fue descrita originalmente por el ornitólogo austríaco August von Pelzeln en 1859 bajo el mismo nombre científico. Su localidad tipo es: «Salto do Jirau, Río Madeira, Rondônia, Brasil.»

### Etimología
El nombre genérico masculino «Xenops» deriva del griego «xenos»: extraño, y «ōps, ōpos»: cara, en referencia al pico; significando «con pico extraño»; y el nombre de la especie «tenuirostris», proviene del latín «tenuis, tenue»: delgado, y «rostris»: de pico, significando «de pico delgado».

### Taxonomía
Las aves de Venezuela son actualmente incluidas en acutirostris, pero, aparentemente, no se parecen con los especímenes típicos de esa subespecie; los especímenes de Guyana también se incluyen en acutirostris, pero pueden pertenecer a hellmayri; son necesarios más estudios.

### Subespecies
Según la clasificación del Congreso Ornitológico Internacional (IOC) y Clements Checklist v.2018, se reconocen tres subespecies, con su correspondiente distribución geográfica:
- Xenops tenuirostris acutirostris Chapman, 1923 - en el oeste de Guyana, sur de Venezuela (sur de Amazonas, Bolívar) y sureste de Colombia (al sur desde Caquetá y Vaupés) al sur hasta el noreste de Perú.
- Xenops tenuirostris hellmayri Todd, 1925 - en Surinam y la Guayana Francesa.
- Xenops tenuirostris tenuirostris Pelzeln, 1859 - en el sureste de Perú, Amazonia brasileña al sur del río Amazonas (hacia el este hasta el suroeste de Pará) y norte de Bolivia (Pando, noroeste de La Paz, norte de Santa Cruz).